# Gornji Vinkovec
Gornji Vinkovec is een plaats in de gemeente Sveti Ivan Zelina in de Kroatische provincie Zagreb. De plaats telt 68 inwoners (2001).